# The Major Players
Palmarès
DSW Tag Team Champion (2 fois)
NYWC Tag Team Champion (2 fois)
 OVW Southern Tag Team Champion (1 fois)
 WWE Tag Team Championship
The Major Players est une  équipe de équipe de catcheurs Heel composée de Brian Myers et Matt Cardona. Ils travaillent actuellement à Impact Wrestling.
Du 1er mai 2007 au 16 décembre 2007, l'équipe était connue sous le nom des Major Brothers, puis s'est ensuite appelée The EdgeHeads durant un épisode de WWE SmackDown en tant que fans et associés d'Edge.

## Carrière

### World Wrestling Entertainment (2004-2020)

#### Territoires de développement (2006–2007)
La team de Zack Ryder et Curt Hawkins s'est réellement créée en 2006.[réf. nécessaire]

#### The Major Brothers (2007)
Les Major Brothers font leurs débuts télévisés le premier mai 2007 lors d'une édition de la ECW sur Sci Fi ou ils battent Matt Striker et Marcus Cor Von dans un Tag Team Match. Ils sont annoncés comme une équipe inconnue et leur victoire initiale sera leur seule à la ECW.
Les Majors sont envoyés à SmackDown le 17 juin 2007, lors du Draft Supplémentaire. Des vignettes annoncent leurs débuts dans l'émission. Le 6 juillet 2007 pour leurs débuts à  SmackDown!, les Majors Brothers battent Jeremy Young et Mike Knox.

#### The EdgeHeads (2007–2009)

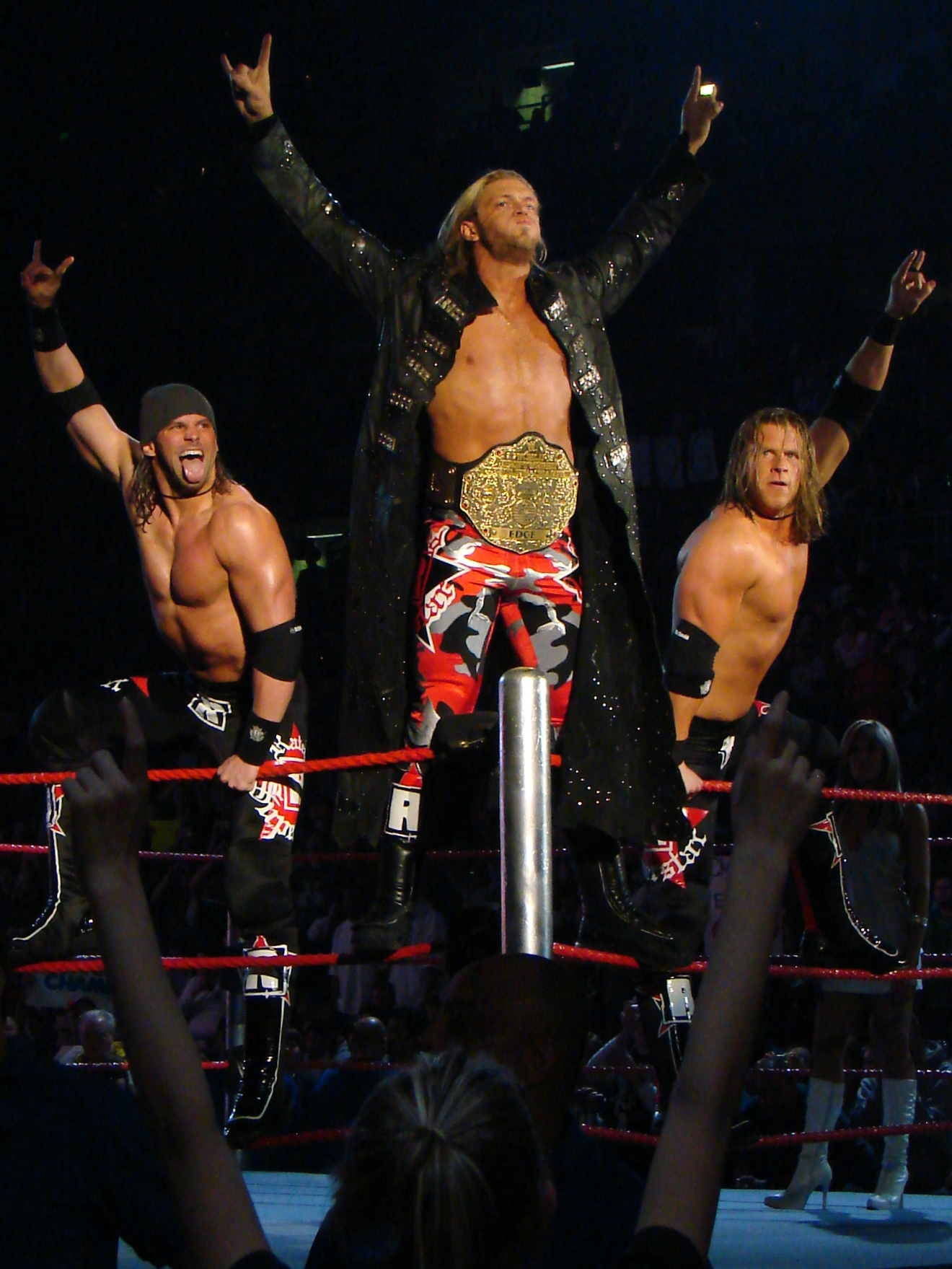
Zack Ryder, Edge et Curt Hawkins en 2008.

Le tournant de leur carrière se fait le 16 décembre 2007 lors d'Armaggeddon dans lequel ils aident Edge à remporter le WWE World Heavyweight Championship face à Batista et The Undertaker. La semaine suivante à SmackDown!. Ils annoncent qu'ils ne sont pas frères et que leurs vrais noms sont Curt Hawkins et Zack Ryder. Ils disent que leurs équipe s'appelle « The EdgeHeads  »et qu'ils appartiennent au gang de La Familia avec Edge, Vickie Guerrero, Chavo Guerrero et Bam Neely. 
À The Great American Bash, Curt Hawkins et Zack Ryder vainquent l'équipe de John Morrison et The Miz, l'équipe de Finlay et Hornswoggle et l'équipe de Jesse et Festus pour devenir les nouveaux champions par équipe de la WWE.
Lors du SmackDown du 26 septembre 2008, ils perdent leurs ceintures WWE Tag Team Championship au profit de Carlito et Primo Colón.

#### Séparation (2009)
Le 15 avril 2009, Ryder est drafté à RAW, causant la séparation de l'équipe. Il change d'attitude et de coupe de cheveux.

#### Reformation & Séparation (2011)
Lors du WWE Draft de 2011, Curt Hawkins est drafté à RAW, là où travaille déjà Ryder.
Léquipe se réunit lors d'un épisode de WWE Superstars, le 12 mai.
Plus tard en décembre 2011 à TLC, Zack Ryder gagne son premier titre en solo en battant Dolph Ziggler. Quant à Hawkins, il fait équipe avec Tyler Reks à NXT et à RAW. En avril 2012, Curt Hawkins est renvoyé par le Manager General de NXT, William Regal.
Ils ont également eu une brève réunion en 2016 après le 900e épidode de SmackDown aux côtés de l'ancien chef de La Familia, Edge. On les voit réciter les paroles de la musique d'entrée de Edge : « Metalingus », dans les coulisses.

#### Reformation et champions par équipe deRaw(2019)
Le 7 avril, à WrestleMania 35, ils battent The Revival et remportent les titres de champions par équipe de Raw.
Le 7 juin lors du WWE Super Show-Down, ils participent à la 50-Men Battle Royal mais perdent au profit de Mansoor. Trois jours plus tard à Raw, ils perdent les titres par équipe de Raw contre The Revival au cours d'un match impliquant aussi les Usos.

### The Major Wrestling Figure Podcast with Brian & Matt
En été 2018, Ryder et Hawkins créent un podcast sur Internet intitulé The Major Wrestling Figure Podcast with Brian & Matt, parlant de la collecte de figurines, ce dont les deux hommes sont adeptes.

### Game Changer Wrestling (2022-...)
Lors de GCW  Welcome to Heartbreak, ils se reforment accompagné par Chelsea Green en perdant contre Joey Janela et X-Pac.

## Palmarès
- Deep South Wrestling
  - 2 fois DSW Tag Team Champions[8]

- Impact Wrestling
  - 2 fois Impact Digital Media Champion - Matt Cardona (1) et Brian Myers (1)

- National Wrestling Alliance
  - 1 fois NWA World Heavyweight Champion - Matt Cardona

- New York Wrestling Connection
  - 1 fois NYWC Heavyweight Champion - Matt Cardona
  - 2 fois NYWC Tag Team Champions[9]

- Ohio Valley Wrestling
  - 1 fois OVW Southern Tag Team Champions[10]

- Premier Wrestling Federation - New Jersey
  - 1 fois PWF New Jersey Tag Team Champion

- World Wrestling Entertainment
  - 2 fois WWE (RAW) Tag Team Champions[11]